# Cantó de La Verpillière
El cantó de La Verpillière  és un cantó francès del departament de la Isèra, situat al districte de La Tour-du-Pin. Té 7 municipis i el cap és La Verpillière.

## Municipis
- Bonnefamille
- Chèzeneuve
- Four
- Roche
- Saint-Quentin-Fallavier
- Satolas-et-Bonce
- La Verpillière

## Història
| Data d'elecció                           | Identitat     | Partit          | Qualitat |
| ---------------------------------------- | ------------- | --------------- | -------- |
| 1949-1973                                | M. Blein      | RGR, després RI |          |
| 1973-1974                                | M. Campan     | RI, després UDF |          |
| 1979-1985                                | Maurice Ancel | PS              |          |
| 1985-1998                                | Achille Paoli | RPR             |          |
| 1998-                                    | Denis Vernay  | PS              |          |
| les dades anteriors no són pas conegudes |               |                 |          |
|                                          |               |                 |          |

| 1962  | 1968  | 1975   | 1982   | 1990   | 1999   | 2007   |
| ----- | ----- | ------ | ------ | ------ | ------ | ------ |
| 5.878 | 6.989 | 10.188 | 13.175 | 15.039 | 16.943 | 18.246 |